# Triple saut masculin aux Jeux olympiques d'été de 1964
Navigation
Rome 1960 Mexico 1968
L'épreuve du triple saut masculin aux Jeux olympiques de 1964 s'est déroulée le 16 octobre 1964 au Stade olympique national de Tokyo, au Japon.  Elle est remportée par le Polonais Józef Szmidt.

## Résultats

### Finale
| Rang               | Athlète              | Pays                       | Marque  | Essais | Essais | Essais | Essais | Essais | Essais | Note |
| Rang               | Athlète              | Pays                       | Marque  | 1      | 2      | 3      | 4      | 5      | 6      | Note |
| ------------------ | -------------------- | -------------------------- | ------- | ------ | ------ | ------ | ------ | ------ | ------ | ---- |
| Médaille d'or      | Józef Szmidt         | Pologne                    | 16,85 m | 16.37  | 16.65  | 16.58  | X      | 14.55  | 16.85  | OR   |
| Médaille d'argent  | Oleg Fedoseyev       | Union soviétique           | 16,58 m | 15.73  | 15.67  | 16.35  | 16.20  | 16.58  | 16.38  |      |
| Médaille de bronze | Victor Kravchenko    | Union soviétique           | 16,57 m | 16.14  | 16.38  | 16.17  | 16.57  | 16.10  | 15.99  |      |
| 4                  | Fred Alsop           | Royaume-Uni                | 16,46 m | 16.46  | X      | 16.14  | X      | X      | 16.14  |      |
| 5                  | Şerban Ciochină      | Roumanie                   | 16,23 m | 15.79  | 16.23  | 15.70  | 16.10  | 15.79  | 15.77  |      |
| 6                  | Manfred Hinze        | Équipe unifiée d'Allemagne | 16,15 m | 15.81  | 16.06  | 16.15  | X      | 13.63  | X      |      |
| 7                  | Georgi Stoykovski    | Bulgarie                   | 16,10 m | 15.30  | 15.96  | 16.10  |        |        |        |      |
| 8                  | Hans-Jürgen Rückborn | Équipe unifiée d'Allemagne | 16,09 m | 16.09  | X      | 15.52  |        |        |        |      |
| 9                  | Ira Davis            | États-Unis                 | 16,00 m | 15.97  | 15.82  | 16.00  |        |        |        |      |
| 10                 | Takayuki Okazaki     | Japon                      | 15,90 m | 15.69  | X      | 15.90  |        |        |        |      |
| 11                 | William Sharpe       | États-Unis                 | 15,84 m | 15.84  | 15.69  | 15.67  |        |        |        |      |
| 12                 | Jan Jaskólski        | Pologne                    | 15,82 m | 15.82  | X      | X      |        |        |        |      |
| 13                 | Mansour Dia          | Sénégal                    | 15,44 m | 15.40  | X      | 15.44  |        |        |        |      |

## Légende
Records et Performances
- AR : Record continental (area record)
- CR : Record des championnats (championship record)
- MR : Record du meeting (meet record)
- NR : Record national (national record)
- OR : Record olympique (olympic record)
- PR : Record paralympique (paralympic record)
- PB : Record personnel (personal best)
- SB : Meilleure performance personnelle de la saison (season's best)
- WL : Meilleure performance mondiale de l'année (world leader)
- WJR : Record du monde junior (world junior record)
- WR : Record du monde (world record)

Circonstances et Conditions
- DNF : N'a pas terminé (did not finish)
- DNS : N'a pas pris le départ (did not start)
- DQ : Disqualification (disqualification)
- NM : Aucun essai valable enregistré (No Mark)
- Q : Qualifié « directement » au prochain tour (ou à la prochaine compétition), lors d'une compétition majeure, grâce au classement ou à la réalisation des minima (automatic qualifier)
- q : Qualifié au prochain tour (ou à la prochaine compétition), lors d'une compétition majeure, grâce au repêchage ou à la réalisation de l'une des meilleures performances parmi celles des « non qualifiés directement » (grâce au meilleur temps ou à la meilleure distance par exemple) (secondary qualifier)